# Illice dorsimacula
Illice dorsimacula är en fjärilsart som beskrevs av Dyar 1904. Illice dorsimacula ingår i släktet Illice och familjen björnspinnare. Inga underarter finns listade i Catalogue of Life.